# Cirkus Stockholm
Cirkus Stockholm (oprindeligt Djurgårdscirkus) er et svensk teater- og koncerthus i Stockholm, beliggende i bydelen Djurgården. Det blev indviet den 25. maj 1892 for at kunne rumme datidens store cirkuskompagni. Cirkusset blev fredet i 1983.
I efteråret 2015 blev en ny og større scene, Skandiascenen, indviet ved siden af den gamle bygning. I sommeren 2018 blev Cirkus Stockholm opkøbt af Pop House Group og ejes nu af Björn Ulvaeus og EQT-stifteren Conni Jonsson. I dag har cirkusset plads til 1650 siddende gæster, og ud over teater, koncerter og shows, afholdes også konferencer og messer på stedet.

## Historien
Den franske cirkusmand Didier Gautier blev svensk statsborger i 1830 og fik tilladelse til at opføre en permanent cirkusbygning i stockholmbydelen Djurgården. I 1869 solgte Didi Gautier sit cirkus Didier Gautier's menageri til Adèle Houcke. Efter en større brand blev bygningen ombygget til Djurgårdscirkus i 1892. Oprindeligt opførte man den som særligt egnet til cirkus, men allerede i 1912 blev skuespillet Gustaf Adolf opført på Djurgårdscirkus, som en blanding af cirkus og teater, og bygningen blev derfor i 1930'erne omdannet til et teater. I 1920'erne og et par årtier frem blev cirkusset også brugt som arena for boksning og gymnastik med flere gallaer årligt.

### TV-æraen
Fra efteråret 1956 til slutningen af 1980'erne lejede Sveriges Radio-TV (senere SVT) Cirkus Stockholm til store tv-underholdningsprogrammer. Cirkusset, med benævnelsen "Studie C", havde ikke noget fast udstyr, men ved transmission af udsendelser, havde man en OB-vogn til rådighed. I den lange række af anmelderroste tv-shows fra Cirkus Stockholm kan nævnes Stora famnen, Kaskad, Kvit eller dobbelt, Estrad, Melodifestivalen, Nygammalt, Notknäckarna med flere.

## Bygninger

### Hovedbygningen
Cirkus Stockholm blev opført i 1890-91 af arkitekten og bygherren Ernst Haegglund. Oprindeligt stod der tidligere en ældre cirkusbygning, kaldet Mothanders manege, som blev revet ned, da det nye blev bygget. Man genbrugte dog flere af de gamle grundmure i nybyggeriet. Den cirkulære bygning med et fremtrædende indgangsparti er opført i en farverig arkitektur med røde klinker samt gult puds, og det prydes af rundbuede muråbninger, risalitter og tårnlignende taghætter. Mest fremtrædende er kuplen på salonen med lanternerne. Salonen blev bygget som et amfiteater med omkring 2.000 siddepladser. Den glaserede, gulmalede veranda foran bygningen var oprindeligt åben og førte til et schweizerhus, der havde direkte indgang til salonen.
Den kronende firespansskulptur, Quadrigaen, er lavet af Carl Johan Dyfverman. I 1931- 32 blev huset omdannet til teater efter tegninger af arkitekten Torsten Stubelius. Derefter blev der tilføjet en almindelig scene, og tilskuerpladserne blev rettet mod denne. I 1997 blev der foretaget endnu en ombygning i retning af nutidens mere fleksible scene- og salonløsninger med nye kunstnerloger og en ny indgangsbygning, umiddelbart inden musicalen Kristina från Duvemåla skulle opføres. I 1999 ombyggede man salonen , så den nu kunne rumme restaurantshows med servering af mad fra tid til anden.

### Billeder
- Facaden mod Djurgårdsvägen.
- Carl Johan Dyfvermans quadriga.
- Cirkus Stockholms sideindgang mod nord.
- Indgangen.
- Lisa Miskovsky og Joakim Berg, 2006.
- Patti Smith, 2007.
- Kraftwerk, 2004
- Darin Zanyar, 2013

### Cirkus Stockholm gennemfører ændringer (2015 - 2019)
Den 15. oktober 2015 blev et nyt udvidet scenerum indviet i to etager ved siden af den gamle bygning, dengang kaldet Skandiascenen, i samarbejde med Skandia. I den forbindelse blev den tilføjede indgangsbygning fra 1997 revet ned og erstattet af en ny fælles indgang og foyer i glas og skinnende metal. Tilbygningen er tegnet af White arkitekter og rummer en kombineret teater- og koncertscene med godt 750 tilskuerpladser. Den første produktion på den nye scene var en teaterversion af tv-programmet Partaj.. I 2020 skiftede scenen navn til Lilla Cirkus ("Det lille cirkus").
Bygningen blev nomineret som Årets Stockholmsbyggnad 2016, og i 2017 blev Cirkus Stockholm opkøbt af Pop House-koncernen. I løbet af sommeren 2019 lukkede bygningen på grund af en omfattende renovering.

### Billeder fra Skandia Scenen
- Indgangen.
- Foyeren.
- Garderoben.
- Salonen.